# Projekt Daedalus

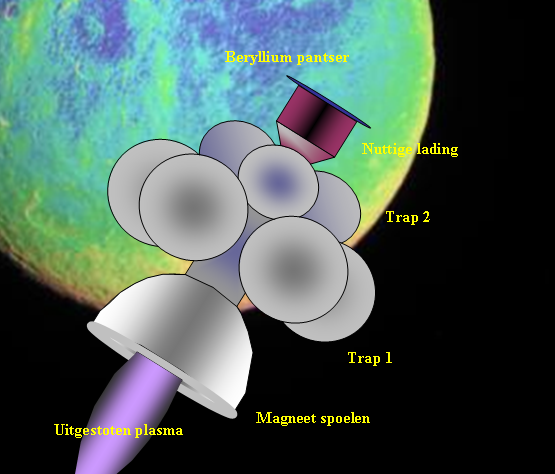
Nákres vesmírné lodě

Daedalus (Daidalos) byla studie o možnosti vyslání rychlé bezpilotní sondy k blízkým hvězdám, vypracovaná Britskou meziplanetární společností mezi lety 1973 až 1978. Cílem projektu byla hvězda Barnardova šipka, vzdálená od Země necelých šest světelných let.
Hvězda byla vybrána, protože se v době studie věřilo, že kolem ní obíhají planety.

## Návrh mise
Byla navržena loď s pulsním termojaderným pohonem, který byl založen na stlačení a ohřátí mikrokapslí složených ze směsi deuteria a 3He pomocí svazků elektronů. Měly tak vzniknout mikrojaderné exploze a loď měla za čtyři roky dosáhnout 12 procent rychlosti světla. Hvězdy mělo být dosaženo za 50 let, za dobu jednoho lidského života. Spolu s detailním studiem hvězdy a planet mělo být zkoumáno mezihvězdné prostředí a měla být prováděna astrometrická měření.
Sonda by byla dvoustupňová, s komorou/tryskou prvního stupně o průměru 100 m a druhého 40 m (ta by posléze sloužila i jako anténa pro spojení se Zemí). Motor by měl zažehovat 250 kapslí zmraženého (-270 °C) paliva za sekundu. Každý puls by krom tahu vytvářel i elektromagnetický puls, který by (pomocí indukčních cívek za tryskou) napájel zážehová elektronová děla. Sonda by byla postavena na oběžné dráze kolem Země a poté odtažena k Jupiteru. Z jeho atmosféry měla být získána i na Zemi velmi obtížně dostupná část paliva (3He) pomocí cca 130 automatických balónových separátorů pracujících po dobu 20 let.
Po startu by první stupeň pracoval 2 roky a udělil by sondě rychlost 7,1% rychlosti světla. Po jeho odhození by druhý stupeň pracoval 1,8 roku. Výsledná rychlost sondy po čtyřech letech urychlování (ve vzdálenosti 0,21 světelného roku) by činila 12% rychlosti světla a zbylých 47 let by sonda letěla setrvačností. Před vlivem mezihvězdného prachu by sondu chránil štít z berylia a průběžné opravy by vykonávaly automaty. Cestou k Barnardově hvězdě by bylo možno konat mnoho astronomických a astrofyzikálních pozorování (např. mnohonásobné zpřesnění astrometrie a studium mezihvězdného prostředí).
V rozmezí 7-2 let před dosažením cíle by bylo z lodi vypuštěno 18 autonomních sond určených k průzkumu Barnardovy hvězdy a jejích planet. Všechny sondy by byly průletové, průzkum cílových těles by musel být velmi rychlý.
Daedalus - parametry:
- prázdná hmotnost - 4000 t
- palivo (kryogenní) - 46000 t (1.stupeň) + 4100 t (2.stupeň)[5]
- odletová hmotnost - 54500 t
- užitečné zatížení - 450 t
- celková délka - 190 m (195 m vč. indukčních cívek)
- maximální rychlost - 36000 km/s = 0,12 c

## Samoreplikující se varianta
Počáteční model projektu Daedalus vyvolal další teoretický výzkum. V roce 1980 Robert Freitas navrhl ambicióznější plán: samoreplikující kosmické lodě určené pro vyhledávání a navázání kontaktu s mimozemským životem.
Loď by byla postavena na oběžné dráze kolem Jupitera a dosáhla by Barnardovy hvězdy za 47 let podle parametrů původního projektu Daedalus. Jakmile by dosáhla hvězdy, spustila by se automatická samoreplikace, postavila by se továrna, která by vyráběla kopie původní kosmické lodě.

## Projekt Ikaros
V roce 2009 se nezisková organizace Tau Zero chopila projektu Daedalus a dala si za cíl provést podobnou studii s přihlédnutím k aktuálním vědomostem o vesmíru a úrovni technologií v novém století. Tato snaha je prezentována projektem Ikaros, který má v zásadě stejné cíle jako Daedalus. Aktuálně se v rámci nového projektu připravují studie a zkoumají možnosti dnešních technologií.